# OJ 287
OJ 287 ist ein 5 Milliarden Lichtjahre entfernter Quasar im Sternbild Krebs, der eines der größten bekannten Schwarzen Löcher mit 18 Milliarden Sonnenmassen enthält. Die Beobachtung von OJ 287 ist der erste direkte Beweis dafür, dass Schwarze Löcher dieser Größenordnung in Quasaren existieren können.

## Massebestimmung im Doppelsystem
Das Objekt enthält noch ein weiteres Schwarzes Loch mit 100 Millionen Sonnenmassen und ist damit ein Doppelsystem. Das kleinere Schwarze Loch umläuft das größere einmal in zwölf Jahren. Bei jedem Umlauf durchdringt es zweimal die Akkretionsscheibe des massereicheren Partners, was mit Gaseruptionen einhergeht, die sichtbare Helligkeitsveränderungen hervorrufen.
Bedingt durch die Nähe zueinander war es den Astronomen nach ungefähr einem Dutzend beobachteter Eruptionen möglich, die Masse der Schwarzen Löcher festzustellen. Obwohl ähnlich große Schwarze Löcher bekannt sind, konnte die Masse bislang in keinem anderen Fall mit solcher Genauigkeit bestimmt werden.

## Nachweis von Gravitationswellen
Da eine Anordnung mit derart extremen Gravitationsfeldern im Universum sehr selten zu beobachten ist, erweist sich OJ 287 auch als gutes Studienobjekt für die Allgemeine Relativitätstheorie. Durch Anwendung der relativistischen Gravitationstheorie konnte nämlich der Zeitpunkt der Ausbrüche mit hoher Genauigkeit vorhergesagt werden (bis auf leichte Abweichungen, bedingt durch Störgrößen wie etwa eine nicht ausreichende Datengrundlage). Dies bestätigt indirekt Einsteins Theorie der Abstrahlung von Gravitationswellen.
Die Forschergruppe veröffentlichte unter Leitung des finnischen Wissenschaftlers Mauri Valtonen von der Universität Turku ihre Aufsehen erregenden Ergebnisse im April 2008 im Wissenschaftsmagazin Nature, nachdem sich ihre Vorausberechnungen beim beobachteten Ausbruch am 13. September 2007 fast exakt bestätigt hatten. Der letzte Ausbruch begann, in Übereinstimmung mit den Vorhersagen, Ende 2015.
Der indirekte Nachweis übertrifft die früher an anderen Stellen des Universums schon beobachteten Phänomene dieser Art deutlich an Aussagekraft. So wurde aufgrund der Abnahme der Bahnenergie bei OJ 287 eine relativistische Drehung der Bahnellipse (Periastron-Drehung) von 39° pro Umlauf gemessen, während dieser Effekt bei dem vorher zum indirekten Nachweis verwendeten Doppelpulsar PSR J1915+1606 nur 4,2° pro 1150 Umläufe (ein Jahr) beträgt. Da sich der Orbit des Doppelobjektes durch diese Abnahme stetig verkleinert, werden sich die beiden Schwarzen Löcher den Berechnungen zufolge in etwa 10.000 Jahren vereinen.
Damit ist OJ 287 auch ein geeignetes Zielobjekt für eine direkte Messung von Gravitationswellen mit dem geplanten Weltrauminterferometer LISA.